# Sumangala sordida
Sumangala sordida är en insektsart som beskrevs av Bernhard Zelazny 1981. Sumangala sordida ingår i släktet Sumangala och familjen Derbidae. Inga underarter finns listade i Catalogue of Life.